# Evert Breman
Evert Breman (Zwolle, 28 april 1859  - Amsterdam, 24 oktober 1926) was aan het einde van de negentiende en begin twintigste eeuw stadsarchitect van Amsterdam en technisch adviseur van het Paleis voor Volksvlijt. Veel van zijn beste bouwwerken worden gerekend tot de Hollandse neorenaissance, maar hij is ook de architect van twee villa’s in art-nouveaustijl. Ook ontwierp hij het Lloyd Hotel (1918).

## Vlucht uit Zwolle
Samen met zijn jongere broer, de latere schilder Co Breman, ontvluchtte hij op jonge leeftijd zijn geboortestad, waar zijn ouders en grootouders hun leven hadden gesleten. Volgens een nazaat vonden de broers Zwolle te ‘zeer eng-protestants’. Ze namen de nachtboot uit Kampen, met bestemming Amsterdam.
Hun vader Willem Frederik Breman, getrouwd met Everarda Elsebé Meuleman, had in Zwolle een aannemersbedrijf en was op 12 februari 1875 op 46-jarige leeftijd in Zwolle overleden. Dit zal hebben bijgedragen aan het vertrek van beide broers in 1881. Een jongere broer van Evert en Co vestigde zich ook in Amsterdam. Deze heette naar zijn vader Willem Frederik Breman en overleed op 27 november 1894 op 23-jarige leeftijd in Amsterdam, waar hij werkte als tijdelijk opzichter 3de klasse bij de publieke werken van de gemeente.
In Amsterdam ging Evert Breman volgens architectuurhistoricus Vincent van Rossem aan het werk als slachter en volgde in de avonduren onderwijs in de bouwkunde, een vak dat hij min of meer van huis uit had meegekregen.

## Huwelijk en kinderen
Evert Breman trouwde in 1887 met de twee jaar oudere Martha Maria (‘Mia’) Neumeijer (1857-5 september 1938). Ze was, niet onbelangrijk voor Breman, een dochter van een makelaar, Leendert Johannes Neumeijer Sr. (overleden in 1906).
Het echtpaar kreeg twee zoons, Willem Frederik Breman (1888-1962), vernoemd naar zijn grootvader aan vaderkant, en Leendert Johannes Breman (1892-1965), vernoemd naar de vader van zijn moeder.
Het gezin woonde aan de Prinsengracht 1101 (bouwjaar 1695), waar volgens het enige kleinkind een ‘victoriaanse, barse sfeer’ heerste, met een nogal tirannieke vader. Uiteindelijk zou de geschiedenis zich herhalen: zijn oudste zoon vluchtte in de kunsten, de jongste vluchtte uiteindelijk naar Italië. Het huis aan de Prinsengracht, op 14 oktober 1895 door zijn schoonvader voor vijftienduizend gulden op een veiling gekocht , heeft een toepasselijk gevelsteen voor het onderkomen van een architect: Simson die de twee deuren draagt van de poort van Gaza (Richteren 16:1-3). Het huis kwam later in bezit van Piet Meertens, die in 1938 gezelschap kreeg van de 29-jarige Rudolf Carel Goldschmidt, leraar oude talen aan het Joods Montessori Lyceum. Nadien volgde de latere hoogleraar Herman Thomas Bianchi met zijn vriend Per Jordal.

## Wereldtentoonstelling voor het Hotel- en Reiswezen (1895)
Breman was de voornaamste architect van de Wereldtentoonstelling voor het Hotel- en Reiswezen, die in 1895 in Amsterdam werd gehouden op het Museumplein. De tentoonstelling werd geopend in mei 1895 en in november van hetzelfde jaar afgesloten. Het grootste deel van het terrein werd in beslag genomen door het miniatuurdorp Oud Holland. Hierin werden zestiende- en zeventiende-eeuwse gevels uit de Hollandse steden nagebouwd zodat bezoekers in één dag door Holland konden reizen. Er lag ook een groot ijzeren schip op het terrein.
Voor zijn werkzaamheden bij deze wereldtentoonstelling werd hij in 1895 benoemd tot Ridder in de Orde van Oranje-Nassau.

## Werken (selectie)
- Koninklijke Hollandse Lloyd: voormalig kantoorgebouw
- Koninklijke Hollandse Lloyd: voormalig ontsmettingsgebouw
- Koninklijke Hollandse Lloyd: woonblok
- Koninklijke Hollandse Lloyd: koffiehuis met bovenwoningen|
- Lloyd Hotel
- Lutherse Kerk (Universiteit van Amsterdam), Spui.
- Nassaukade 80-81
- Nassaukade 83-84
- Plantage Middenlaan 58 (1893), een gemeentelijk monument
- Prinsengracht 921 (1891)
- Reguliersbreestraat 1
- Rembrandt Theater, Rembrandtplein 19
- Woonblok Koninklijke Hollandse Lloyd

Buiten Amsterdam bouwde hij onder meer:
- Sociëteit 'het Collegie' (1887) in Kampen

## Waardering
In het tijdschrift Binnenstad (nummer 233, maart 2009) van de Vereniging Vrienden van de Amsterdamse Binnenstad is architectuurhistoricus Vincent van Rossem tamelijk lovend over het werk van Breman. ‘Het is niet gebruikelijk om Breman te beschouwen als een bijzondere architect. Hij was geen “vernieuwer”, maar zijn werk behoorde rond 1890 tot de absolute top.’
Van Rossem prijst bijvoorbeeld het gebouw aan de Reguliersbreestraat 1, op de hoek met het Muntplein, dat Breman voltooide in 1888. ‘Zijn talent als ontwerper in de toen gangbare stijl van de Hollandse neorenaissance kwam hier al vroeg tot volle ontplooiing’, aldus Van Rossem. Volgens hem laat dit ontwerp van Breman nog steeds zien wat de oorspronkelijke charme was van de neorenaissance. Zie voor Van Rossems overige recensies van het werk van Evert Breman het genoemde artikel.

## Hypotheekwezen
In de laatste jaren van zijn leven was hij werkzaam in het hypotheekwezen, onder meer - van december 1923 tot zijn overlijden - als gedelegeerd commissaris van de Noord-Hollandsche Hypotheekbank in Amsterdam. Na zijn overlijden werd hij opgevolgd door P.M.L.  Schifferstein, directielid van De Clercq en Boon Hartsinck in Amsterdam. In 1902 richtte hij reeds met anderen een maatschappij op die onder meer villa's in het Museumkwartier in Amsterdam moest exploiteren.

## Overlijden
Evert Breman overlijdt op 67-jarige leeftijd. Hij ligt begraven op de Nieuwe Oosterbegraafplaats in Amsterdam.